# Dirección General de Protección Civil y Ayuda Humanitaria

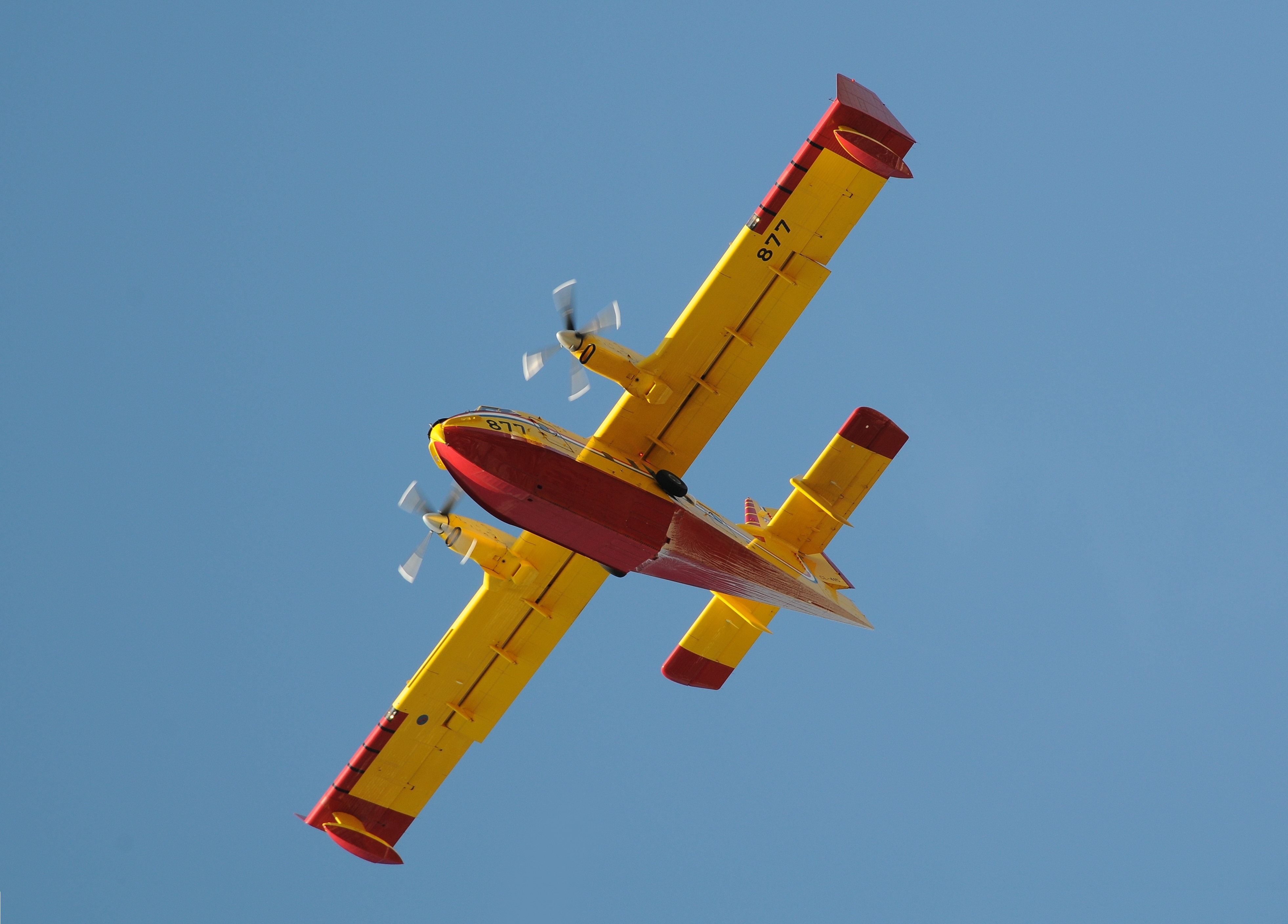
Los aviones contra incendios pueden movilizarse a través de los países participantes en el Centro de Coordinación de la Respuesta a Emergencias, que forma parte de la Dirección General de Protección Civil y Ayuda Humanitaria de la Comisión Europea.

La Dirección General de Protección Civil y Operaciones de Ayuda Humanitaria Europeas (acrónimo DG ECHO, por sus siglas en inglés), anteriormente "Agencia Europea de Ayuda Humanitaria", y denominado también EU Aid, es un departamento de la Comisión Europea encargado de la protección civil en la Unión y la ayuda humanitaria en el extranjero. Su propósito es preservar y salvar vidas, prevenir el sufrimiento humano, aliviarlo cuando se produce y salvaguardar la integridad y la dignidad de poblaciones afectadas por desastres naturales y crisis causadas por el hombre (guerras por ejemplo). No debe confundirse con la ayuda al desarrollo. Desde septiembre de 2024, Hadja Lahbib es la comisaria de Gestión de Crisis.

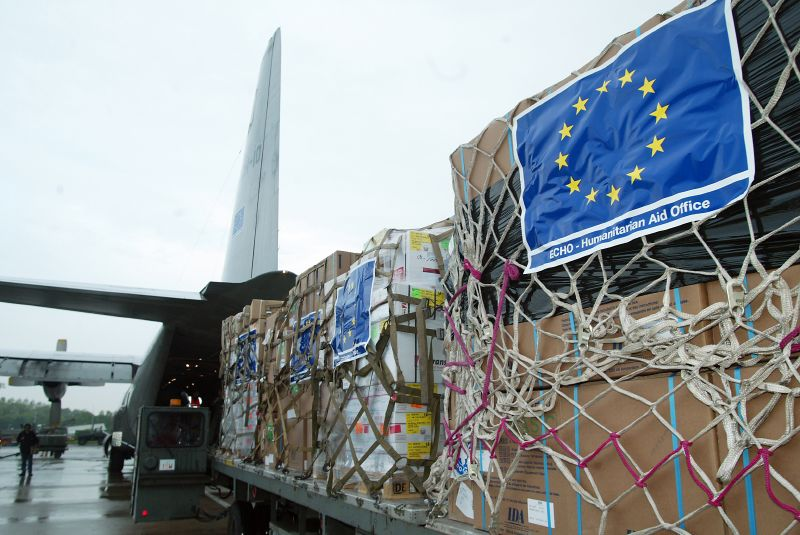
Paquetes de ayuda humanitaria siendo cargados en un avión militar de transporte táctico.

El presupuesto de la UE del departamento programado en el marco financiero plurianual (MFP) 2021-2027 asciende a un total de 9.760 millones de euros para todo el período de siete años. Para 2025, la Comisión Europea ha adoptado su presupuesto humanitario inicial de 1.800 millones de euros.
La Unión Europea ha sido el segundo mayor donante de ayuda humanitaria desde del 2000. Si se la considera conjuntamente con sus Estados miembros (cada uno de los cuales realiza sus propias donaciones), es el mayor donante mundial de ayuda humanitaria: en 2009 proporcionó más del 50 % del total mundial. Los proyectos financiados por la DG ECHO afectan a más de 120 millones de personas en 80 países anualmente.
Para sus intervenciones humanitarias, la ECHO no pone ella misma en práctica programas de asistencia, sino que financia las operaciones de unos 200 socios (organizaciones no gubernamentales, agencias de la ONU y organizaciones internacionales como la Cruz Roja). DG ECHO dispone actualmente de una red de unas 500 oficinas en 40 países, con alrededor de 450 expertos humanitarios internacionales y empleados nacionales. Estas oficinas proporcionan un análisis actual de las necesidades existentes y pronosticadas en un determinado país o región, contribuyen al desarrollo de estrategias de intervención y desarrollo de políticas, proporcionan apoyo técnico a las operaciones financiadas por la ECHO, aseguran el control de estas intervenciones y facilitan la coordinación de los donantes en las zonas afectadas.
Además de financiar ayuda humanitaria, la DG ECHO también está a cargo del mecanismo de protección civil de la UE. Establecido en 2001, este mecanismo fomenta la cooperación entre las autoridades nacionales de protección civil. Actualmente 31 países son miembros de dicho mecanismo: los 27 miembros de la UE más Islandia, Noruega y Macedonia del Norte. Este mecanismo se estableció para permitir la asistencia coordinada de los países participantes a víctimas de desastres de origen natural o humano en Europa y otros lugares. La Comisión Europea sufraga el 75% de los costes de transporte y desarrollo de estas operaciones.

## Historia
La Agencia Europea de Ayuda Humanitaria (ECHO, por las iniciales de European Community Humanitarian Aid Office) se estableció en 1992 por la segunda Comisión Delors. Tras la desaparición de la Comunidad Europea en 2009 para ser sustituida por la Unión Europea, la ECHO empezó a conocerse como la Dirección General de Protección Civil y Ayuda Humanitaria de la Comisión Europea o de la Unión Europea (atención: la Unión Europea y la Comisión Europea son cosas distintas, aunque decir que la ECHO depende de una de ellas es igual de correcto que decir que depende de la otra), pero mantuvo su abreviatura de ECHO.
Después de que se otorgara a la UE el Premio Nobel de la Paz en 2012, la Comisión, presidida entonces por José Manuel Durão Barroso (Comisión Barroso), aceptó el dinero del premio en nombre de la UE y lo destinó a una nueva iniciativa llamada Niños de paz. En 2013 se destinaron aproximadamente 2 millones de € a esta iniciativa. En 2014 se aumentaron a 4 millones de €.
Una encuesta especial del Eurobarómetro sobre ayuda humanitaria realizada en 2010 revela un elevado sentimiento de solidaridad entre los ciudadanos europeos hacia las víctimas de conflictos y desastres naturales exteriores: 8 de cada 10 ciudadanos creen que «es importante que la UE financie ayuda humanitaria fuera de sus fronteras». Sin embargo, menos de 2 de cada 10 ciudadanos europeos nombran espontáneamente a la UE, la Comisión Europea o la ECHO como financiadores de ayuda humanitaria.

## Mandato y principios
El mandato de la ECHO es proporcionar ayuda de emergencia y alivio (en forma de bienes y servicios) a víctimas de conflictos y desastres naturales o causados por el hombre fuera de la UE. Su mandato también se extiende a prevención de desastres y operaciones posteriores a las crisis.
La ayuda humanitaria europea se basa en los principios de humanidad y solidaridad, por lo que su implementación depende de la aplicación de las leyes internacionales (en particular de la ley humanitaria internacional), y en los principios de imparcialidad, no discriminación, neutralidad e independencia.
El principio de humanidad significa que el sufrimiento humano tiene que ser abordado allí donde se encuentre, con particular atención a los más vulnerables; la neutralidad significa que la ayuda humanitaria no debe favorecer a ninguna de las partes en un conflicto armado u otra disputa; la imparcialidad significa que la ayuda humanitaria debe proporcionarse basándose solo en las necesidades de los receptores, sin discriminación; y la independencia significa la autonomía de los objetivos humanitarios respecto a los políticos, económicos, militares o cualesquiera otros.
En 2007, a iniciativa del comisario Louis Michel, la Comisión Europea adoptó el Consenso europeo sobre ayuda humanitaria como el primer texto político europeo de referencia sobre esta ayuda. En su redacción participaron activamente organizaciones no gubernamentales (ONG) y se puede considerar «el texto más amplio y la posición común más cercana a las ONG». Este consenso reafirma los principios de humanidad, imparcialidad e independencia. También estipula que «la ayuda humanitaria no es una herramienta de gestión para administrar crisis».
Aunque este consenso fue bienvenido como una fuerte señal positiva, algunas ONG expresaron el deseo de que haber alcanzado este consenso se tradujera en una mejora de la ayuda humanitaria sobre el terreno, y no meramente en una mejora de la retórica en Bruselas. Entre otras, varias ONG pidieron a la UE que utilizara su influencia política para apoyar la ayuda humanitaria meramente basada en los principios de neutralidad e imparcialidad, y no en agendas de seguridad. En 2012 la ECHO realizó la primera revisión de este consenso desde su establecimiento, destacando la necesidad de asociaciones más fuertes a través de la selección por calidad de los socios, asegurando además una rendición de cuentas mejorada a los ciudadanos y actores.
La Asociación para la Paz de la Unión Europea (EUPfP por sus siglas en inglés, que no debe confundirse con la Asociación para la Paz de la OTAN, PfP por sus siglas en inglés) se propone «fortalecer la capacidad para resistir al conflicto y también dar poder a las partes marginadas para construir confianza entre árabes e israelíes incrementando la cooperación regional.»  En respuesta a esto, la Red de Organizaciones No Gubernamentales Palestinas, un ente que representa a 135 ONG en Cisjordania y la Franja de Gaza, condenó que se pidiera la colaboración entre ONG palestinas e israelíes porque era «un intento de implicar a organizaciones de la sociedad civil en una normalización, nacionalmente inaceptable, de la ocupación y sus instituciones, dando la impresión de que existen relaciones normales entre la ocupación y quienes viven bajo ella.»
En 2012 la ECHO y otros donantes trabajaron con el Comité Permanente Interagencias (IASC por sus siglas en inglés) para crear la Agenda transformadora. Se acordaron los principios de liderazgo humanitario, rendición de cuentas y coordinación para mejorar la rapidez y la eficiencia de la respuesta humanitaria. Además se adoptó la protección civil como parte del mandato de la ECHO para asegurar, durante los desastres, mejor protección y cooperación con terceros países y organizaciones internacionales.

## Legislación
Desde la entrada en vigor del Tratado de Lisboa, la acción humanitaria de la UE está gobernada por el artículo 214 del Tratado de Funcionamiento de la Unión Europea. La ayuda humanitaria es una competencia compartida paralela. Esto significa que la UE lleva una política autónoma, lo cual ni impide a los países miembros ejercitar sus competencias, ni convierte la política de la UE en meramente “complementaria” de las políticas de estos países.
Hasta entonces la ayuda humanitaria se basaba, por defecto, en el artículo 179 del Tratado de Roma (política de desarrollo). Solía formar parte de las competencias del comisario para el desarrollo, primero Louis Michel y después Karel De Gucht durante la primera Comisión Barroso. El Tratado de Lisboa introdujo, por primera vez, la ayuda humanitaria como política por derecho propio en el Tratado de Roma. Desde el 1 de noviembre de 2014 la ayuda humanitaria está dirigida por un comisario específico. El primero fue Christos Stylianides.
Según se define en dicho artículo 214, las operaciones de ayuda humanitaria de la UE pretenden proporcionar alivio y asistencia ad hoc para personas en terceros países que son víctimas de desastres de origen naturales u humano. Este artículo también reitera los principios de ayuda humanitaria: respeto por las leyes internacional y principios de imparcialidad, neutralidad e independencia.
Asimismo este artículo introduce un Cuerpo Voluntario de Ayuda Humanitaria Europea (EVHAC por sus siglas en inglés), al cual pueden unirse los europeos que desean implicarse directamente en la acción humanitaria. El EVHAC también se llama ahora Voluntarios de la ayuda de la UE.

## Centro de Coordinación de la Respuesta a Emergencias
El Centro de Coordinación de la Respuesta a Emergencias (ERCC por sus siglas en inglés) forma parte de la ECHO y se constituyó para apoyar una respuesta coordinada y más rápida a desastres tanto en la UE como en el exterior. El ERCC reemplazó al Centro de seguimiento e información (MIC por sus siglas en inglés) y amplió sus funciones.
El ERCC tiene su sede en Bruselas y sigue las 24 horas los riesgos alrededor del globo con un equipo pequeño de aproximadamente 40 personas y un presupuesto de 39 millones de €. Los recursos necesarios para responder a las emergencias son proporcionados por los países participantes -los 27 de la UE más Macedonia del Norte, Islandia, Montenegro, Noruega, Serbia y Turquía. El ERCC utiliza a menudo el programa Copérnico de la EUSPA para la observación de la Tierra con el fin conseguir mapas de alta resolución de las áreas de desastre.
Este centro ha desempeñado un papel en coordinar las respuestas a la epidemia de ébola de 2014-2016 en África Occidental, el terremoto de Nepal de abril de 2015 y numerosos incendios forestales en toda Europa.

## Voluntarios de la ayuda de la UE
La Comisión Europea lanzó una iniciativa para crear, entre 2014 y 2020, más de 18 000 puestos de voluntarios de situaciones humanitarias destinados a ciudadanos de la UE. La iniciativa instruye a los voluntarios en un programa de formación europeo conjunto antes de desplegarlos sobre el terreno con organizaciones humanitarias certificadas. En 2012 se aprobó el apoyo financiero a 5 proyectos piloto, que implican aproximadamente 150 voluntarios, centrados en aumentar la resiliencia y la capacitación para la protección civil.
La Eurocámara votó a favor de la iniciativa en febrero de 2014. Los puestos de voluntario pueden consistir en viajar a las operaciones humanitarias financiadas por la UE en todo el mundo, trabajar en organizaciones humanitarias dentro de la UE o, a través de Internet, ayudar desde casa a las operaciones.
Las ONG que deseen participar pasan por un proceso de certificación para asegurar que cumplen los estándares europeos para gestionar voluntarios.

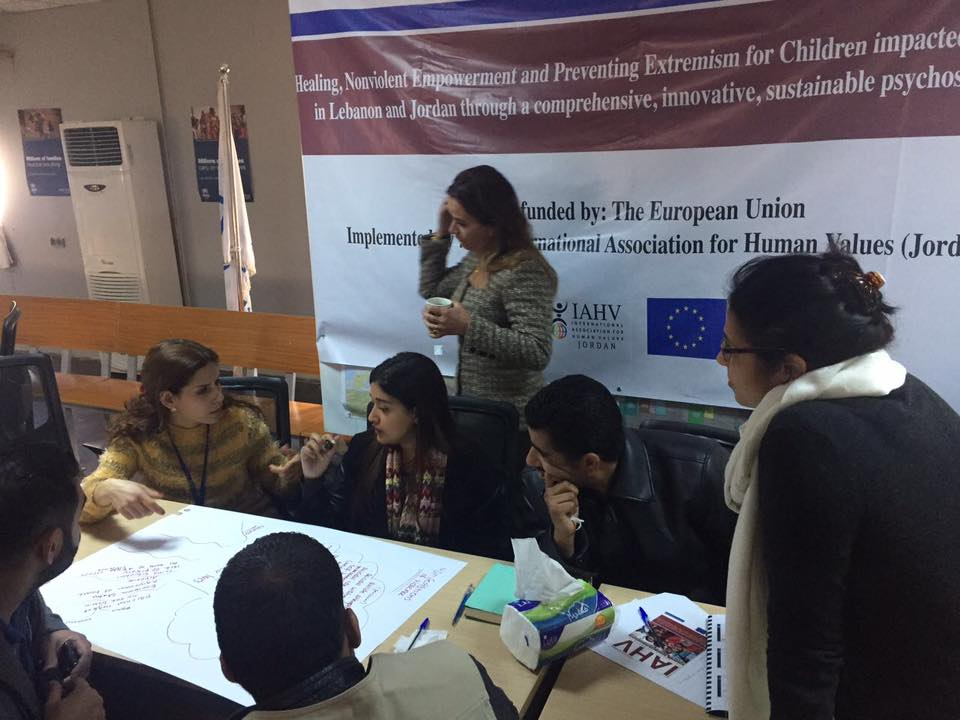
La Unión Europea cofinancia apoyo psicosocial por la Asociación Internacional para los Valores Humanos (IAHV por sus siglas en inglés) en el campamento de refugiados de la Guerra Civil Siria de Zaatari, en Jordania.

## Presupuesto
En 2013, el presupuesto de la ECHO para ayuda ascendía a menos del uno por ciento de todo el presupuesto de la UE. Además la Comisión Europea utilizó su reserva de ayuda de emergencia para responder a crisis y desastres inesperados. El presupuesto con los fondos de reserva se elevó a 1,35 millardos de € en 2013. En cuanto a la ayuda humanitaria, la ECHO proporcionó asistencia humanitaria a aproximadamente 124 millones de personas en 90 países extracomunitarios, de los cuales 39 fueron considerados en situación de crisis. Respecto a protección civil, el mencionado mecanismo de protección civil se activó 36 veces en 2013 para crisis internas y externas a la UE.
La mayor parte de la financiación va a comida y nutrición (40 %). Refugio (19 %), salud —que incluye apoyo psicosocial— y sector médico (13 %), agua y saneamiento (13 %) y protección (7 %) son las otras áreas principales de actividades. La ECHO destinó el 3 % del presupuesto de 2013 a preparación contra desastres, una reducción respecto a 2012. La protección civil representó el 2 % del presupuesto.
En 2013 el 40 % del presupuesto fue a África; el 18 % a Asia, Latinoamérica, el Caribe y el Pacífico; y el 32 % al Oriente Medio y el Mediterráneo.
Algunas organizaciones caritativas han afirmado que los gobiernos europeos han inflado la cantidad gastada en ayuda incluyendo incorrectamente el dinero gastado en alivio de la deuda, refugiados y alumnado extranjero. Si se quitan estas partidas, la UE no logró su objetivo interno de ayuda en 2006. Debe tenerse en cuenta que este es un objetivo de ayuda oficial al desarrollo (AOD), dentro de la cual está la ayuda humanitaria. De acuerdo con el Comité de Ayuda al Desarrollo (CAD) de la OCDE, encargado de determinar qué es AOD y qué no, lo gastado en alivio de deuda sí es AOD, pero en cambio no es AOD lo que un país desarrollado gasta en su territorio para atender a refugiados que llegan de países en desarrollo. Ni tampoco lo que ese país desarrollado gasta en alumnado de países en desarrollo que estudia en dicho país desarrollado. La ayuda humanitaria de la Unión Europea la lleva la DG ECHO, pero la AOD de la Unión Europea distinta de la ayuda humanitaria la lleva la Dirección General de Cooperación Internacional y Desarrollo, conocida como EuropeAid.
En 2010 la UE tampoco logró su objetivo interno de ayuda: las cifras revelan que los países miembros no consiguieron llegar al objetivo colectivo, establecido en 2005, del 0,56 % de la renta nacional bruta (RNB; esta magnitud económica, también conocida como producto nacional bruto, es muy parecida al producto interior bruto, PIB, también llamado producto interno bruto; por ejemplo en 1999 la RNB de España fue de 559 562 millones de € y el PIB, de 565 419 millones de €). El objetivo para 2015 es el 0,7 %. En 2010, Holanda (0,81 %), Dinamarca (0,9 %) Suecia (0,97 %), Luxemburgo (1,09 %) y Noruega (1,1 %) eran los únicos países del mundo que cumplían el objetivo de dedicar a AOD el 0,7 % de la RNB. En 2015 los países que habían alcanzado esta meta eran Suecia, Holanda, Noruega, Dinamarca, Luxemburgo y Reino Unido.
Aun así la ayuda al desarrollo alcanzó un máximo histórico en 2010. Junto con la ayuda dada individualmente por sus países miembros, la UE es el mayor donante mundial de ayuda. De los 9,8 millardos de € de ayuda humanitaria proporcionados en todo el mundo en 2010, alrededor del 41 % fue sufragado por la UE.
El presupuesto adoptado para 2014 contiene casi 1 millardo de € en compromisos para ayuda humanitaria y protección civil.

## Estrategia
La Comisión Europea tiene un mandato para preservar las vidas de personas afectadas por emergencias y situaciones posteriores, sean de causa natural o humana. Siguiendo estos principios, la Comisión se compromete a preparar cada año un documento de estrategia para coordinar programas y actividades eficiente y apropiadamente, con un planteamiento imparcial basado en las necesidades de las personas afectadas.
En 2013 la ECHO centró su ayuda humanitaria en casi 90 países. Identificó las 5 mayores operaciones humanitarias como la región del Sahel (África Occidental), incluyendo una respuesta ampliada al conflicto en Malí (82 millones de €, M€), Sudán y Sudán del Sur (80 M€), la República Democrática del Congo (54 M€), Pakistán (42 M€) y Somalia (40 M€). El 40 % de la ayuda humanitaria de la Comisión Europea fue al África subsahariana.
El presupuesto de reserva se utilizó para responder a crisis humanitarias importantes en Siria, Malí, el Sahel, Sudán del Sur, República Democrática del Congo, Birmania y Filipinas. La ECHO también financia intervenciones en crisis olvidadas, como en Bangladés, Colombia, Yemen, Argelia, Pakistán y Birmania.

## Reforma
El antiguo comisario para la ayuda, Louis Michel, pidió que la ayuda se entregara más rápidamente, para que tuviera mayor efecto y por  principios humanitarios.
El nombramiento de un nuevo comisario con competencias sobre cooperación internacional, ayuda humanitaria y respuesta a crisis corresponde a los artículos 214 y 196 del Tratado de Lisboa, donde la ayuda humanitaria y la protección civil desempeñan un papel significativo. El antiguo nombre de Agencia Europea de Ayuda Humanitaria (European Community Humanitarian Aid Office) se cambió a Dirección General de Protección Civil y Ayuda Humanitaria (Directorate-General for European Civil Protection and Humanitarian Aid Operations), pero manteniendo las siglas ECHO, a veces incorporando DG delante de ellas. La transformación de la ECHO y el traslado de la unidad de protección civil desde la Dirección General de Medio Ambiente hasta ECHO es un paso adelante para una mejor coordinación y toma de decisiones en un campo donde la reacción rápida salva vidas.
Clare Short, antigua ministra británica de desarrollo internacional, declaró que la Comisión europea llevaba «la peor agencia de desarrollo del mundo» y tildó sus operaciones de «ultraje y desgracia». Desde 2012, la Comisión desarrolló un plan de acción y directrices en resiliencia y vínculos entre socorro, rehabilitación y desarrollo (LRRD por sus siglas en inglés).
En 2013 la Comisión aprobó nueva legislación sobre el mecanismo de protección civil de la UE, que proporciona mejor apoyo y coordinación para aumentar la eficacia de la prevención de desastres, la preparación ante ellos y la respuesta cuando se han producido. Esta legislación establece un conjunto voluntario de capacidades y materiales de respuesta comprometidos previamente, una red de formación para quienes responderán en primer lugar a la emergencia, y un nuevo planteamiento para la reducción del riesgo de desastres, con 31 países participantes.
El mecanismo de protección civil de la UE también estableció la apertura, dentro de la ECHO, del Centro de coordinación de la respuesta a emergencias (ERCC por sus siglas en inglés), una plataforma (hub) de protección civil para seguir los desastres y mejorar la preparación y la resistencia de los países susceptibles a ellos. Este mecanismo se utilizó, por ejemplo, durante las inundaciones del sudeste de Europa de 2014.

## Informe del Parlamento Europeo
El comité de desarrollo de la Eurocámara encargó al Instituto de Desarrollo de Ultramar un informe sobre la eficacia de la ayuda al desarrollo de la Comisión Europea en 2010 (debe recordarse que la ayuda humanitaria, función principal de la ECHO, es solamente una parte pequeña de la ayuda al desarrollo). El informe se centró en las actuaciones en Camboya, Mozambique y Perú. Los hallazgos y las sugerencias puede resumirse como sigue:
1. La armonización y la alineación (H&A por sus siglas en inglés) son fundamentales para las capacidades estatales y deberían ampliarse desde compartir y difundir información hasta cada vez más actividades conjuntas a corto plazo.
2. Los esfuerzos de armonización de los donantes necesitan aumentar hasta incluir los acuerdos sobre asistencia técnica conjunta y la simplificación de sistemas y procedimientos.
3. Los sistemas de ayuda extremadamente fragmentados imponen a los gobiernos de los países receptores costes de transacción irrazonablemente altos, drenan recursos valiosos, y fundamentalmente debilitan las capacidades estatales.
4. Los procedimientos y las estructuras de la Comunidad Europea [ahora UE] siguen siendo altamente complicados y burocráticos.
5. Una gran parte del éxito o el fracaso de la cooperación depende de interacciones individuales, innovadores concretos y niveles apropiados de personal para llevar a cabo las tareas, pero los costes son también bastante altos.
6. Los documentos de estrategia para cada país podrían mejorar la eficacia de la ayuda que se le presta, pero su calidad es desigual.
7. Las relaciones entre las sedes de los organismos de ayuda y las delegaciones necesitan mejorar.